# 이시바시 토모코
이시바시 토모코(石橋 朋子) 또는 이시바시 도모코는 일본의 성우이다. 주로 성인용 게임이나 성인용 애니메이션에 출연.
대표적으로는 네가 바라는 영원의 하야세 미즈키(速瀬水月役)역. 이 이름은 성우 출연용 가명으로 본명은 별도다.

## 출연작

### TV 애니메이션
- 네가 바라는 영원 (하야세 미즈키, 速瀬水月)

### OVA
- 여동생으로 가자! (쿠라하시 미오리, 倉橋美織)
- 인처능욕참관일 (미카미 쿠미코, 三上久美子)

### 게임
- 네가 바라는 영원 (하야세 미즈키, 速瀬水月)
- 여동생으로 가자! (쿠라하시 미오리, 倉橋美織)
- D.C.P.C. 다카포 (츠키시로 아리스, 月城アリス)
- D.C. Summer Vacation (츠키시로 아리스, 月城アリス)
- 마브러브 얼터네이티브 (하야세 미즈키, 速瀬水月)
- 마브러브 ALTERED FABLE (하야세 미즈키, 速瀬水月)
- 아루토 (타치바나 메구미, 橘恵)
- 거꾸로 오르는 허리케인 (아야세 나츠키, 綾瀬奈都希)

### 라디오
- 기미조라시오 오사카방송

### CD
- Blue Tears (미즈키 버전) 2003-09-03
- 네가 바라는 영원 portrait1 水月 (遠い夏の日・silver ring)